# Аса Акира
Аса Акира (на английски: Asa Akira) е американска порнографска актриса, режисьор на порнографски филми и писател от японски произход.

## Ранен живот
Родена е на 3 януари 1985 г. в Ню Йорк, САЩ. Родителите ѝ са японци, като майка ѝ е от Осака, а баща ѝ е от Токио. Най-напред живее в квартал СоХо в Ню Йорк. От 6-годишна възраст до навършване на 13 години се установява със семейството си в Япония, където учи в американски училища, като посещава частното предучилище „Челси“, а от 9-годишна възраст живее в град Токио.
На 13-годишна възраст се премества със семейството си в САЩ, където се установяват в Ню Йорк – в централната част на Бруклин и в градчето Клинтън Хил. Записана е да учи в елитното частно международно училище в Ню Йорк, но след първата година е отстранена, поради слаб успех. В тази си възраст започва да взима наркотици – в началото екстази, когато е на 13 години, след което до 14-ата си година опитва почти всички видове дрога без хероин и крек.
В периода от 2001 г. до 2004 г. посещава и завършва гимназията „Уошингтън Ървин“ в Ню Йорк. Докато учи там тя работи известно време като касиер в детската книжарница на Уондър на западната 18-а улица.
В последната учебна година гимназията „Уошингтън Ървин“ изисква от своите студенти да изкарат стажове, за да се дипломират. Тя първо стажува като помощник-учител в детска градина, но осъзнава, че такава работа не ѝ допада. Тогава отива на стаж в модното списание „V“, но и това място не ѝ харесва, като твърди, че работата ѝ в това списание е най-унизителното нещо, което някога е правила.

## Кариера

### В порнографската индустрия
След като завършва средното си образование започва да се занимава с БДСМ. Работи и като стриптизьорка в клуб на „Хъслър“ в Ню Йорк. Там се запознава с порноактрисата Джина Лин, която я насочва към порнографията.
Дебютира като актриса в порнографската индустрия през 2006 г., когато е на 20-годишна възраст. Най-напред снима няколко сцени с жени, а първата ѝ секс сцена с мъж е с Травис Найт в продукция на компанията на Джина Лин.
Следва договор с продуцентската компания „Vouyer Media“, след края на който, Акира започва да се представлява сама и да снима за различни компании.
Водеща е на 30-ата церемония по връчване на наградите на AVN през 2013 г. заедно с порноактрисата Джеси Джейн и комедийната актриса Ейприл Мейси. На тази церемония Акира е обявена за носителка на наградата на AVN за изпълнителка на годината, като тя е втората изпълнителка от азиатски произход, след Ейжа Карера, печелила това признание. Аса получава още пет награди – за най-добра витрина на звезда, за най-добра POV секс сцена (съносителка с Джулс Джордан), за най-добра групова секс сцена (с Ерик Евърхард, Рамон Номар и Мик Блу), за най-добра секс сцена с тройка (момиче/момиче/момче) (с Бруклин Лий и Джеймс Дийн) и за трета поредна година а най-добра секс сцена с двойно проникване (с Рамон Номар и Мик Блу).
През 2013 г. Аса е представена като нов режисьор на компанията Elegant Angel Productions, като се планира най-напред тя да режисира генгбенг сериите, продуцирани от тази компания. Дебютният ѝ режисьорски филм е „Gangbanged 6“.
През октомври 2013 г. обявява, че е сключила ексклузивен договор с компанията „Уикед Пикчърс“. Първият ѝ филм за тази компания е „Аса е Уикед“ („Asa Is Wicked“).
През юни 2016 г. е водеща на наградите XRCO заедно с Джесика Дрейк.
Акира е поставена на четвърто място в класацията на списание „Комплекс“, наречена „Топ 100 на най-горещите порнозвезди (точно сега)“ от юли 2011 г., а в класацията на същото списание за „Топ 50 на най-горещите азиатски порнозвезди за всички времена“, публикувана през септември 2011 г., се нарежда на 6-о място. Включена е в списъците за 2012, 2013, 2014 и 2015 г. на „Мръсната дузина: най-популярните звезди в порното (най-големите звезди на порното)“ на телевизионния канал CNBC. Тя е сред 12-те порноактриси, попаднали в т. нар. „Мръснишка дузина на порното“, публикувана от списание „Пентхаус“.

### Извън порното
В периода 2006 – 2007 г. участва редовно в еротичното радио шоу Bubba the Love Sponge и става популярна с названието „Курвата на шоуто“.
Участва с малка роля в игралния филм „Старлетка“.
През 2013 г. порноактрисата от японски произход започва да прави с артиста Дейвид Чо свободен онлайн подкаст с 90-минутни епизоди, наречен „DVDASA“ (Double Vagina Double Anal Sensitive Artist).
През януари 2014 г. Акира, Джеси Андрюс, Дейна Диармонд и Шанел Престън са включени в статия на списание „Космополитън“, наречена „4 порнозвезди за това как те поддържат форма“. В нея четирите порноактриси говорят за своите спортни тренировки, диетата си и за това какво е отражението върху физическото им състояние на движенията и позите при сексуалните актове, които правят във филмите си. Статията е провокирана от изказване на актрисата и модел Гейбриъл Юнион, че използва фитнес тренировките и диетата на порнозвездите.
През февруари Акира гостува в радио шоуто „Любовна линия“ на Дрю Пински.
През същата година участва като част от отбора на „Уикед Пикчърс“ в ежегодното в благотворителното шествие в Лос Анджелис за набиране на финансови средства за борба с ХИВ вируса и синдрома на придобитата имунна недостатъчност.
На 6 април 2015 г. онлайн списанието „The Hundreds“ започва излъчването на сериите „Хобита с Аса Акира“, в които порноактрисата опитва да се занимава с различни дейности като татуиране, бокс, таксидермия и други.

### Писател
През 2014 г. Акира пише своя автобиографична книга, която представлява мемоари, разказващи за интересните моменти от кариерата ѝ, и носи заглавието „Ненаситна: порно – любовната история“ („Insatiable: Porn—A Love Story“). През април 2014 г. американският вестник „Ню Йорк Поуст“ публикува статия за порноактрисата и нейната книга. „Ненаситна: порно – любовната история“ е публикувана през месец май същата година.
През 2015 г. Аса сключва договор за издаването на втората си книга – колекция от есета и истински истории от живота ѝ, която се планира да излезе през пролетта на 2016 г.

## Личен живот
В книгата си „Ненаситна: порно – любовната история“ твърди, че по време на кариерата си в порното три пъти работи и като проститутка, като първият път получава пет хиляди долара за половин час секс.
Акира е била омъжена за порно актьора и режисьор Тони Рибас, но се развеждат през 2017 г.
Сключва втори брак с Шон Мароуни, който не е в порно индустрията. Двамата стават родители през февруари 2019 г. Второто им дете се ражда през май 2021 г.
Според статия в „Ню Йорк Поуст“ Аса Акира е една от най-богатите порнозвезди в Америка и е с доходи от над 1,5 милиона долара.

## Награди и номинации
Носителка на индивидуални награди
- 2008: Rog награда (на критиката) за звезда на годината.
- 2011: Urban X награда за порнозвезда на годината.[33]
- 2012: XBIZ награда за изпълнителка на годината.[34]
- 2012: XRCO награда за изпълнителка на годината.[35][36]
- 2012: XRCO награда за супермръсница.[35]
- 2012: NightMoves награда за най-добро дупе (избор на авторите).[37]
- 2012: AEBN VOD награда за изпълнител на годината.[38]
- 2013: AVN награда за изпълнителка на годината.[10][11]
- 2013: XRCO награда за изпълнителка на годината.[39]
- 2013: The Sex награда за порнозвезда на годината.[14]
- 2013: NightMoves награда за най-добра етническа изпълнителка (избор на феновете).[40]
- 2013: Galaxy награда за най-добра изпълнителка в САЩ.[41]
- 2013: The Sex награда за перфектна двойка на сцената – момиче–момиче (с Джесика Дрейк).[14]
- 2014: NightMoves награда за най-добро тяло (избор на авторите).[42]
- 2015: XRCO награда за мейнстрийм любимка.[43]
- 2017: XBIZ награда за най-добра поддържаща актриса – „ДНК“.[44]
- 2017: Urban X зала на славата.[45]
- 2017: Urban X награда за звезда в социалните медии.[46]

Носителка на награди за изпълнение на сцена
- 2011: AVN награда за най-добра само с момичета секс сцена с тройка – Buttwoman vs. Slutwoman.
- 2011: AVN награда за най-добра анална секс сцена – „Аса Акира е ненаситна“.
- 2011: AVN награда за най-добра секс сцена с двойно проникване (с Тони Рибас и Ерик Евърхард) – „Аса Акира е ненаситна“.[47]
- 2011: AVN награда за най-добра секс сцена с тройка – момиче/момиче/момче (с Принс Яшуа и Джон Джон) – „Аса Акира е ненаситна“.[47]
- 2012: AVN награда за най-добро закачливо изпълнение – „Аса Акира е ненаситна 2“.[48]
- 2012: AVN награда за най-добра секс сцена с двойно проникване (с Мик Блу и Тони Рибас) – „Аса Акира е неустоима 2“.[49]
- 2012: AVN награда за най-добра соло секс сцена – „Конфронтацията на суперзвездите 2“.[48]
- 2012: AVN награда за най-добра групова секс сцена (с Ерик Евърхард, Тони Рибас, Дани Маунтин, Джон Джон, Брок Адамс, Рамон Номар и Джон Стронг) – „Аса Акира е неустоима 2“.[49]
- 2012: AVN награда за най-добра секс сцена с тройка (момче/момче/момиче) (с Мик Блу и Тони Рибас) – „Аса Акира е неустоима 2“.[49]
- 2012: AVN награда за най-добра анална секс сцена (с Начо Видал) – „Аса Акира е неустоима 2“.[49]
- 2013: AVN награда за най-добра секс сцена с тройка (момиче/момиче/момче) (с Бруклин Лий и Джеймс Дийн) – „Аса Акира е ненаситна 3“.[10][11]
- 2013: AVN награда за най-добра POV секс сцена (с Джулс Джордан) – „Аса Акира до краен предел“.[10][11]
- 2013: AVN награда за най-добра секс сцена с двойно проникване (с Рамон Номар и Мик Блу) – „Аса Акира е ненаситна 3“.[10][11]
- 2013: AVN награда за най-добра групова секс сцена (с Ерик Евърхард, Рамон Номар и Мик Блу) – „Аса Акира е ненаситна 3“.[10][11]

Номинации за индивидуални награди
- 2009: Номинация за XBIZ награда за нова звезда на годината.[50]
- 2010: Номинация за AVN награда за най-добра нова звезда.[51]
- 2010: Номинация за AVN награда за най-добра актриса.[51]
- 2010: Номинация за XBIZ награда за нова звезда на годината.[52]
- 2010: Номинация за XRCO награда за актриса – единичено изпълнение.[53]
- 2010: Номинация за XFANZ награда за азиатска звезда на годината.[54]
- 2010: Номинация за F.A.M.E. награда за най-горещо тяло.[55]
- 2010: Номинация за AEBN VOD награда за най-добра новачка.[56]
- 2011: Номинация за AVN награда за изпълнителка на годината.[57][58]
- 2011: Номинация за XBIZ награда за изпълнителка на годината.[59]
- 2011: Номинация за XRCO награда за изпълнителка на годината.[60]
- 2011: Номинация за XRCO награда за оргазмен оралист.[61][60]
- 2011: Номинация за Galaxy награда за изпълнителка на годината в САЩ.
- 2012: Номинация за AVN награда изпълнителка на годината.[62]
- 2012: Номинация за AVN награда за най-добра орална секс сцена – за изпълнението ѝ на сцена във филма Asian Fuck Faces.[62]
- 2012: Номинация за XRCO награда за оргазмен оралист.[35][63]
- 2012: Номинация за XRCO награда за оргазмен аналист.[35][63]
- 2012: Номинация за Urban X награда за изпълнителка на годината.[64]
- 2012: Номинация за Urban X награда за оргазмен оралист.[64]
- 2013: Номинация за XBIZ награда за изпълнителка на годината.[65]
- 2013: Номинация за XRCO награда за супермръсница.[66]
- 2013: Номинация за XRCO награда за оргазмен оралист.[66]
- 2013: Номинация за XRCO награда за оргазмен аналист.[66]
- 2013: Номинация за Exxxotica Fannys награда за най-ценна вагина (изпълнителка на годината).[67]
- 2013: Номинация за NightMoves награда за най-добра етническа изпълнителка.[68]
- 2013: Номинация за NightMoves награда за най-добро тяло.[68]
- 2014: Номинация за AVN награда за изпълнителка на годината.[69]
- 2014: Номинация за XRCO награда за изпълнителка на годината.[70]
- 2014: Номинация за XRCO награда за супермръсница.[70]
- 2015: Номинация за XBIZ награда за изпълнителка на годината.[71]

Номинации за награди за изпълнение на сцена
- 2011: Номинация за AVN награда за най-добра орална секс сцена – „Инвазия! 4“.[57]
- 2011: Номинация за AVN награда за най-добра секс сцена с тройка (с Рейчъл Стар и Мик Блу) – „Рейчъл Стар е лошо дупе“.[57]
- 2012: Номинация за AVN награда за най-добра групова секс сцена само с момичета – заедно с Лекси Лов, Тийгън Пресли, Джулз Вентура и Анабел Лий за изпълнението им на сцена във филма „Chick Flixxx“.[72]
- 2013: Номинация за AVN награда за най-добра групова секс сцена само с момичета – заедно с Кейлани Лей, Кацуни, Мия Лилейни и Мико Лий за изпълнение на сцена във филма „Азиатски анални убийци“.[73]
- 2013: Номинация за AVN награда за най-добра групова секс сцена само с момичета – заедно с Алана Рей, Кацуни и Анди Сан Димас за изпълнение на сцена във филма „Приятелки 4“.[73]
- 2013: Номинация за AVN награда за най-добра анална секс сцена – заедно с Кийрън Лий за изпълнение на сцена във филма „Истински съпружески истории представя Аса Акира: Кажи „Здравей“ на твоя съпруг от мен“.[73]
- 2013: Номинация за AVN награда за най-добра соло секс сцена – за изпълнение на сцена във филма „Сексуално напрежение“.[73]
- 2013: Номинация за AVN награда за най-добро закачливо изпълнение – „Аса Акира е неустоима 3“ (сцена 3).[73]
- 2013: Номинация за AVN награда за най-възмутителна секс сцена (със Стив Холмс) – „Аса Акира до краен предел“.[73]
- 2013: Номинация за AVN награда за най-възмутителна секс сцена (с Боби Стар и Джеймс Дийн) – „Дръж се, шампионе!“.[73]

Други признания и отличия
- 2011: 6-о място в класацията на списание „Комплекс“ – „Топ 50 на най-горещите азиатски порнозвезди за всички времена“.[74]
- 2011: 4-то място в класацията на списание „Комплекс“ – „Топ 100 на най-горещите порнозвезди (точно сега)“.[17]